# Jarvisön

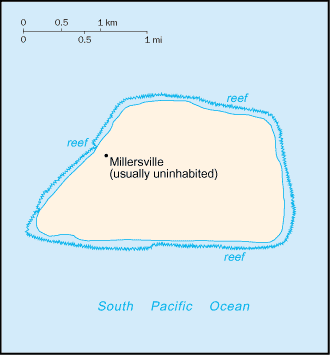
Karta över Jarvisön

Jarvisön (engelska Jarvis Island Territory) är en amerikansk ö i Stilla havet, 1 600 km sydväst om Honolulu. Ön är 4,1 km² stor och har ingen fast befolkning. Jarvisön ingår i Förenta staternas mindre öar i Oceanien och Västindien och har tillhört USA sedan 27 februari 1858 utan att vara en införlivad del av hemlandet. Ön ligger ungefär mitt emellan Cooköarna och Hawaii. Ön har tidigare även kallats Bunker Island.

## Geografi
Ön är en korallö i centrala Stilla havet och har en area 4,5 km² och den högsta höjden ligger på endast 7 m.ö.h.. Ön täcks till största delen av sand och låg vegetation och saknar helt sötvattenkällor. Den är obebodd och förvaltas direkt från USA genom U.S. Fish and Wildlife Service inom U.S. Department of the Interior och området är numera ett naturskyddsområde.

## Historia
Ön upptäcktes 21 augusti 1821 av kapten Brown, Storbritannien.